# Kamienica przy ulicy Kazimierza Wielkiego 9 we Wrocławiu
Kamienica przy ulicy Kazimierza Wielkiego 9 – zabytkowa kamienica mieszczańska znajdujących się przy ulicy Kazimierza Wielkiego we Wrocławiu.

## Historia posesji i kamienicy
Kamienica jest jedną z sześciu zachowanych kamienic stanowiących jeszcze na początku lat 70. XX wieku część zabudowy dawnej ulicy Złote Koło; miała wówczas numer 3. Ulica została częściowo zniszczona podczas działań wojennych w 1945 roku, a ostatecznie w 1975 roku podczas budowy staromiejskiej obwodnicy tzw. Trasy W-Z, czyli ulicy Kazimierza Wielkiego. Była zabudowana głównie wąskimi szczytowymi kamienicami. Od XVIII wieku zamieszkiwała je głównie ludność żydowska. Ocalałe kamienice zostały włączone do ul. Kazimierza Wielkiego i nadano im nową numerację: od 9 do 17.

## Opis architektoniczny
Kamienica została wzniesiona pod koniec XVIII wieku. Jest to kamienica trzyosiowa, czterokondygnacyjna z dwukondygnacyjnym wysokim poddaszem, pokryta dachem mansardowym.  

## Po 1945 roku
W latach 1972–1977 kamienica została wyremontowana na potrzeby wrocławskich Cechów Rzemieślniczych. Kamienica, pierwotnie sąsiadująca z obu stron z innymi kamienicami, po wyburzeniu trzech kamienic po północnej stronie, stała się kamienicą narożną;, wnętrze zostało zupełnie przebudowane i dostosowane do potrzeb najemcy. Projekt przebudowy wykonał T. Lipiński. 